# Givotia
Givotia es un género perteneciente a la familia de las euforbiáceas. Comprende 6 especies descritas y de estas solo 4 aceptadas.

## Taxonomía
El género fue descrito por William Griffith y publicado en Calcutta Journal of Natural History and Miscellany of the Arts and Sciences in India 4: 388. 1844. La especie tipo es: Givotia rottleriformis Griff. ex Wight.

## Especies aceptadas
A continuación se brinda un listado de las especies del género Givotia aceptadas hasta marzo de 2014, ordenadas alfabéticamente. Para cada una se indica el nombre binomial seguido del autor, abreviado según las convenciones y usos.
- Givotia gosai Radcl.-Sm.
- Givotia madagascariensis Baill.
- Givotia moluccana (L.) Sreem.
- Givotia stipularis Radcl.-Sm.